# Peter Mennin
Peter Mennin(i) (* 17. Mai 1923 in Erie, Pennsylvania; † 17. Juni 1983 in New York City) war ein US-amerikanischer Komponist.

## Leben
Geboren als Peter Mennini, änderte er seinen Nachnamen später in Mennin. Er hatte Kompositionsunterricht bei Normand Lockwood am Oberlin Conservatory. Nach dem Kriegsdienst bei der U.S. Air Force studierte er von 1943 bis 1947 wie sein Bruder Louis Mennini an der Eastman School of Music in Rochester bei Bernard Rogers und Howard Hanson. Von 1947 bis 1957 unterrichtete er an der Juilliard School of Music. Nach einem Studienaufenthalt in Europa war er ab 1958 Direktor des Peabody Conservatory of Music in Baltimore. Von 1962 bis zu seinem Tod war er Präsident der Juilliard School.
Daneben nahm er zahlreiche weitere Funktionen wahr, so als Präsident des National Music Council und der Walter Naumburg Foundation, Vorstandsmitglied der ASCAP, des American Music Center, des Composer’s Forum, der Koussevitsky Music Foundation und des Lincoln Center Council und Mitglied des U.S. State Department Advisory Committee on the Arts.
Neben neun Sinfonien komponierte Mennin mehrere Instrumentalkonzerte, Chorwerke, Kammermusik und Werke für Soloinstrumente.

## Ehrungen
1965 wurde Mennin in die American Academy of Arts and Letters und 1969 in die American Academy of Arts and Sciences gewählt.

## Werke
- Symphony No. 1, 1942
- Symphony No. 2, 1944
- Folk Overture, 1945
- Concertino for Flute, Strings, and Percussion, 1945
- Sinfonia for Chamber Orchestra, 1946
- Symphony No. 3, 1946
- Fantasia for String Orchestra, 1947
- Symphony No. 4 (“The Cycle”) für Chor und Orchester, 1948
- Four Settings of Chinese Poems by Kiang Kang-Hu für gemischten Chor, 1948
- The Christmas Story, für Chor und Orchester, 1949
- Two Choruses from Women’s Voices, 1949
- Five Piano Pieces, 1949
- Symphony No. 5, 1950
- Canzona für Jazzband, 1951
- String Quartet No. 2, 1951
- Concertato for Orchestra (“Moby Dick”), 1952
- Symphony No. 6, 1953
- Concerto for Cello and Orchestra, 1955
- Sonata Concertante for Violin & Piano, 1956
- Concerto for Piano and Orchestra, 1957
- Canto for Orchestra, 1961
- Sonata for Piano, 1963
- Symphony No. 7 (“Variation-Symphony”), 1964
- Cantata de Virture (“The Pied Piper of Hamelin”) für Chor und Orchester, 1969
- Symphony No. 8, 1973
- Voices für Mezzosopran und Instrumentalensemble, 1976
- Reflections of Emily für Chor und Orchester, 1978
- Symphony No. 9, 1981
- Concerto for Flute and Orchestra, 1983